# Nadir Afonso
Nadir Afonso Rodrigues GOSE (Codeçais, Chaves, 4 de dezembro de 1920 – Cascais, 11 de dezembro de 2013) foi um arquitecto, pintor e pensador português.
Diplomado em arquitectura, trabalhou com Le Corbusier e Oscar Niemeyer. Nadir Afonso estudou pintura em Paris e foi um dos pioneiros da arte cinética, trabalhando ao lado de Victor Vasarely, Fernand Léger, August Herbin e André Bloc. Nadir Afonso é autor de uma teoria estética, tendo publicado em vários livros onde defende que a arte é puramente objectiva e regida por leis de natureza matemática, que tratam a arte não como um acto de imaginação, mas de observação, percepção e manipulação da forma. Nadir Afonso alcançou reconhecimento internacional e está representado em vários museus. As suas obras mais famosas são a série Cidades, que sugerem lugares em todo o mundo. Com 92 anos de idade, ainda trabalhava activamente na pintura.

## Biografia
Nadir Afonso Rodrigues nasceu a 4 de dezembro de 1920, no lugar de Codeçais, então na freguesia e concelho de Chaves, distrito de Vila Real. Era filho do professor e poeta Artur Maria Afonso (Montalegre, Montalegre, 17 de março de 1882 – Santa Maria Maior, Chaves, 2 de julho de 1961), e de Palmira Rodrigues Afonso, natural de Boticas (lugar de Sapelos, freguesia de Sapiãos).
Em 1938, Nadir Afonso ingressou no curso de Arquitetura na Escola Superior de Belas-Artes do Porto. Durante estes anos a pintura de Nadir evoluiu para uma progressiva abstracção.
Terminados os estudos de arquitetura partiu para Paris, em 1946, onde se inscreveu na École des Beaux-Arts para estudar Pintura, e obteve, por intermédio de Portinari, uma bolsa de estudo do governo francês. Colaborou, de 1946 até 1948 e novamente em 1951, com Le Corbusier.
Foi um projecto desenvolvido sob orientação de Le Corbusier que esteve na base da tese A Arquitectura não é uma Arte, que defendeu no Porto em 1948, com o projeto da Fabrica Duval em Saint-Dié (Afonso, 1990). Paralelamente, trabalhou na pintura, servindo-se do ateliê de Fernand Léger. No ateliê de Le Corbusier trabalhou também no projecto da Unité d'Habitation. Uma perspetiva deste projeto, realizada por Nadir, foi reproduzida na revista L’Homme et l’Architecture e, depois em livros da especialidade de todo o mundo. (Afonso, 2010).
No final de 1951, parte para o Brasil, onde trabalhou, nos anos seguintes, com Oscar Niemeyer. sobretudo no projeto do IV Centenário da Cidade de São Paulo, Parque de Ibirapuera. Em finais de 1954, estava de regresso a Paris. Participou no movimento da arte cinética, expondo na galeria Denise René em 1956 e 1957 e em colectivas com Victor Vasarely, August Herbin e Richard Mortensen. Neste âmbito efetuou a série Espacillimité e na vanguarda da arte mundial que apresentou no Salon des Réalités Nouvelles de 1958 um Espacillimité animado de movimento.
Publicou a obra de reflexão estética La Sensibilité Plastique (Paris: Presses du Temps Présent, 1958) e apresentou no ano seguinte a sua primeira grande exposição antológica, na Maison des Beaux-Arts de Paris.
Em 1955, concorreu ao projeto do Monumento ao Infante D. Henrique a erigir em Sagres. Em Chaves projetou a Panificadora, uma das obras de referência da arquitectura portuguesa do século XX. (Afonso, 1990).
Representou Portugal na Bienal de São Paulo, no Brasil, em 1961 e em 1969.
A 12 de maio de 1965, casou primeira vez civilmente, no Porto, com Lucinda Pereira Pinto (Valadares, Baião, c. 1926), filha de Joaquim Pereira Monteiro de Araújo e de Maria da Silva.
A Fundação Calouste Gulbenkian dedicou-lhe uma exposição retrospectiva que foi apresentada em 1970 e outra em 1979 no Centre Culturel Portugais, em Paris, em Lisboa em 1970. Publicou Les Mécanismes de la Création Artistique (Neuchâtel: Editions du Griffon, 1970).
Em 1980, casou segunda vez com Laura da Assunção Rodrigues Esteves (c. 1959), presidente da Fundação Nadir Afonso. O casal teve dois filhos, Artur (c. 1983) e Augusto (c. 1990).
Nos anos seguintes desenvolve uma intensa actividade artística e aos poucos a sua pintura irradia pelo mundo ao mesmo tempo que continua a publicar regularmente. Aos livros referidos seguem-se: Aesthetic Synthesis, Universo e o Pensamento, O Sentido da Arte, Da intuição Artística ao Raciocínio Estético, Sobre a Vida e Sobre a Obra de Van Gogh, As Artes: Erradas Crenças e Falsas Criticas, Nadir Face a Face com Einstein, Manifesto – O Tempo não Existe.

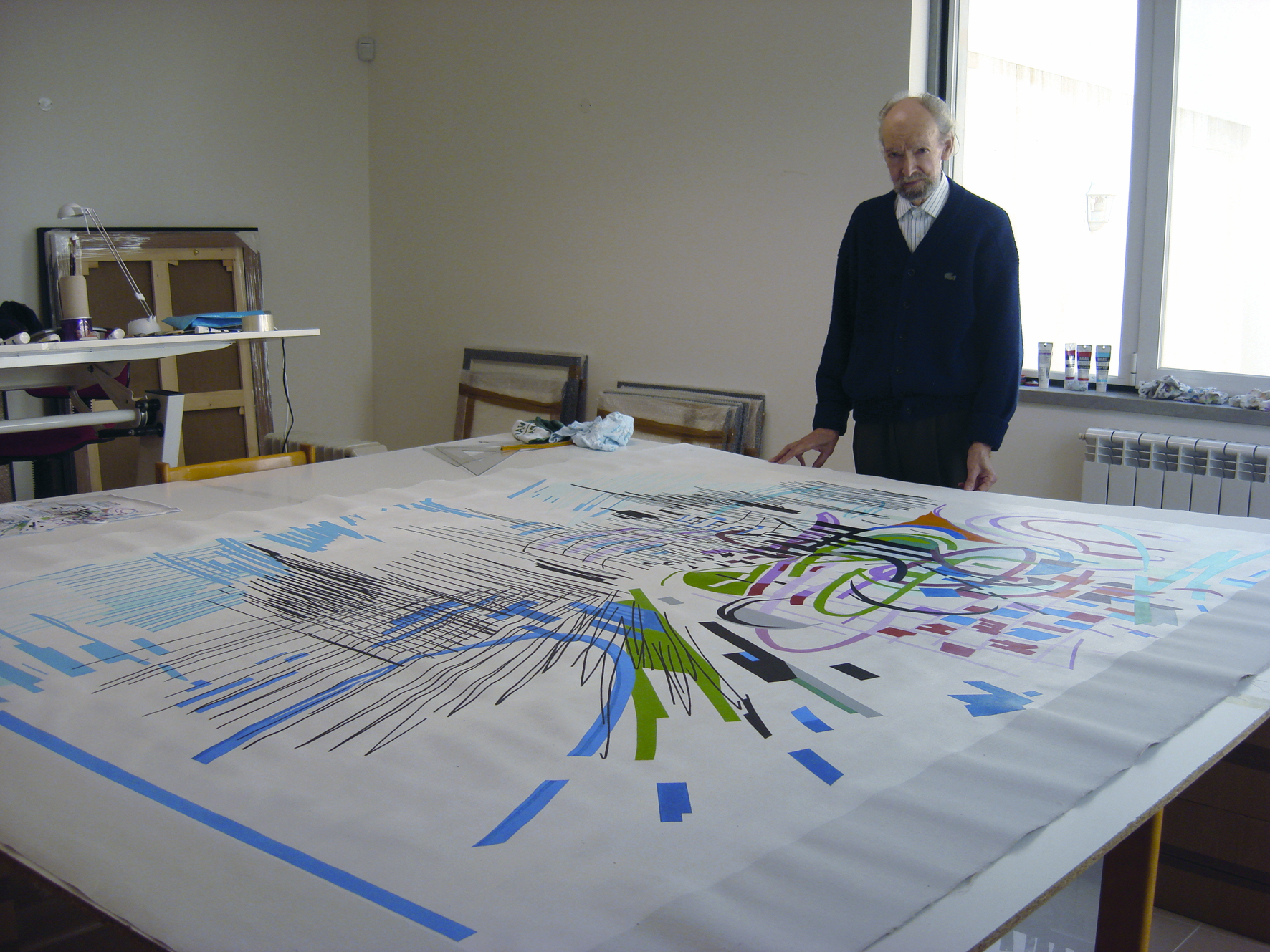
Nadir Afonso e a sua obra Sevilha

Em 2003, foi realizado o filme Nadir, da autoria de Jorge Campos, para a Radiotelevisão Portuguesa. Artista homenageado na XII Bienal Internacional de Vila Nova de Cerveira (2003), onde apresentou uma exposição antológica, e na 2ª Feira Internacional do Estoril, onde foi atribuído o Prémio Nadir Afonso (2004).
Em Janeiro de 2009, foi apresentado em Chaves o projecto da autoria de Siza Vieira da sede da Fundação Nadir Afonso que está em construção.
Em Boticas o Centro de Artes Nadir Afonso foi inaugurado em Julho de 2013. O projecto deste equipamento foi distinguido com os prémios internacionais The International Architecture Awards (2009) e The Green Good Design Awards (2010).
Entretanto, Nadir desenvolve uma extensa obra plástica e teórica centrada na busca do Absoluto na Arte e publica diversos livros. Em 2010, foi realizada uma grande exposição da sua obra, no Museu Nacional de Soares dos Reis, Porto, e, seguidamente, no Museu Nacional de Arte Contemporânea - Museu do Chiado, Lisboa. O Museu da Presidência da República dedicou-lhe uma exposição retrospectiva. Uma grande exposição foi apresentada no Museu Carlo Bilotti- Vila Borghese em Roma (2012) e outra exposição em Veneza no Palazzo Loredan (2012).
Em 2012, foi apresentado no Teatro Nacional São João no Porto o filme Nadir Afonso: O Tempo não Existe de Jorge Campos.
Nadir Afonso morreu a 11 de dezembro de 2013, no hospital de Cascais, onde se encontrava internado.

### Prémios e distinções
- Prémio Nacional de Pintura (1967)[1]
- Prémio Amadeo de Souza-Cardoso (1969)[1]
- Oficial da Ordem Militar de Sant'Iago da Espada[1] (30 de julho de 1984)[7]
- Doutor Honoris Causa pela Universidade Lusíada de Lisboa (20 de junho de 2010)[8]
- Grande-Oficial da Ordem Militar de Sant'Iago da Espada[1](14 de dezembro de 2010)[7]
- Doutor Honoris Causa e pela Universidade do Porto (5 de novembro de 2012).[9]

## Obra e períodos
Nadir Afonso é autor de uma obra singular, estruturada no contexto artístico internacional com consistente pioneirismo e um dos artistas de maior relevo da arte do século XX e XXI.
Um processo sustentado pela reflexão e análise teórico-filosófica, de formulação própria e o consequente trabalho prático como fio condutor para uma metodologia racional. O artista defende uma estética que pressupõe a relação das leis geométricas, leis universais que existem na Natureza indispensáveis ao alcance da harmonia, e a relação mutável das funções e necessidades que permitem determinar as leis evolutivas, não especificas da obra de arte.
A obra de Nadir Afonso é pautada por vários períodos que são o resultado de um desenvolvimento natural da sua pintura. Se o início aborda a representação do real, uma evolução conduziu-o desde o expressionismo em que pintou intensamente a cidade do Porto às actuais composições que chamamos período fractal dedicado às grandes metrópoles.
Modernidade
Nadir Afonso iniciou as suas experiências plásticas muito jovem. A atenção cedo conquistada pelas formas arquitetónicas demonstra a apreensão de elementos geométricos.
Constam deste período representações paisagísticas do contexto rural em que cresceu, com uma rápida passagem para uma estética mais expressionista e a evidência de um outro elemento estruturante no seu futuro percurso plástico: o movimento. Enquanto estudante da Escola de Belas-Artes do Porto participa em exposições com obras cujo modernidade e qualidade são reconhecidas à época, e uma pintura A Ribeira, dá entrada no Museu de Arte Contemporânea. Nadir avança para a simplificação dos conteúdos e a notação de formas e de linhas paralelas que evidenciam uma estética mais depurada e mais atenta ao geometrismo.
Surrealismo
Os primeiros trabalhos de Nadir de incursão no abstraccionismo situam-se na primeira metade dos Anos 40, explora uma linguagem diversificada, um lirismo onírico de pioneirismo surrealista, recorrendo a temas de cariz surrealista para um trabalho de geometrização das formas. Em 1945 pinta Évora Surrealista, em que evoca a influência estética desse movimento internacional. 
Nadir opta por um caminho individualista, isolado, de pesquisa espacial dentro de uma estética abstracionista. 
Pouco tempo depois da sua chegada a Paris, foi bater à porta de Le Corbusier, onde ficou a colaborar e tem oportunidade que marcará o seu percurso e lhe facilitará futuros contactos.
Abstracionismo Geométrico
Concentra-se nas formas geométricas e dá-lhes protagonismo exclusivo nas suas criações plásticas. As suas formas são definidas com rigor. A paleta pauta-se de preferência pelas cores primárias. Através de um cromatismo afirmativo e vibrante dá vida às figuras geométricas que elege: quadrado, círculo, triângulo, rectângulos. Conhece grandes artistas, como Max Ernst, Ozenfant, Herbin, Bloc e uma panóplia de artistas em ascensão ligados à galeria Denise René como Vasarely, Mortensen, Magnelli, Nicolas Schöffer, Dewasne, Jesus Soto, Pillet, Yaacov Agam.
Período Barroco
A génese do período barroco de Nadir Afonso reside na arquitectura do Porto. A estilização de elementos observados na arquitectura portuense, onde a espiral e a linha curva são elementos centrais dessas composições, foram extraídos, isolados, estilizados e transpostos para a tela, onde as características mais visíveis são as formas espiraladas, curvas e contracurvas. Tal como Le Corbusier e Fernand Léger, Nadir Afonso foi atraído pela volúpia da linha curva. Ainda que a pintura se tenha tornado na sua actividade de eleição, a arquitectura afirma-se como um foco de atenção por excelência. Nos anos passados no Porto, a expressiva presença do Barroco, nos edifícios civis e religiosos, suscitou impressões sensoriais que levarão a novas concepções formais no sincretismo com a modernidade. 
Em Dezembro de 1951, embarca em Génova com destino ao Rio de Janeiro. Aqui inicia um período de colaboração com Oscar Niemeyer e recomeça um período de mais de três anos de trabalho na arquitectura e de grande entusiasmo pela pintura. Aí Nadir reuniu um conjunto de pinturas a que deu o nome de período Brasil.
Período egípcio
Depois de explorado este campo, havia de procurar outros rumos, estudar novas soluções que convergiram para o período egípcio que se seguiu. Conquistado o caminho do abstracionismo, um novo referencial surgiu como estimulante desse conceito operativo liberto de qualquer influência dos seus mestres. A presença das espirais e da superfície curva prevalece; o acréscimo da linha recta conduziu o artista aos frisos egípcios, cujas composições são as características mais próprias deste período. As formas sinuosas envolvem-se num dos lados do quadro, para que as rectas se prolonguem até ao limite da tela, acompanhadas de leves correntes de ondulação a que, por vezes se sobrepõem elementos curvos isolados. As composições deste período fazem a ponte entre o período barroco e os espacillimités.
Espacillimité
Os fundos destes quadros, até então não determinados por nenhuma cor específica, foram sendo progressivamente ocupados pelos brancos, e as formas geométricas tornam-se cada vez mais puras e definidas. As curvas cedem lugar às ogivas, formas côncavas e convexas, conjugadas por polígonos mais ou menos regulares que se convertem em espacillimités.
Ao regressar a Paris, Nadir Afonso retoma o contacto com a comunidade artística, nomeadamente VasareIy, Mortensen, Herbin e Bloc, que na época centravam a sua atenção na pesquisa da arte cinética. Nadir, que reporta a 1943 os seus primeiros estudos sobre os fenómenos de óptica, partilha de imediato dos interesses do momento e, a par dos precursores do cinetismo, dedica¬-se a composições pictóricas que apelida de "Espacillimité".
Em 1956, Nadir cria em Paris aquela que é uma das obras singulares deste período, o quadro cinético Espacillimité, que apresenta em 1957 na Galerie Denise René (espaço mentor da apresentação da arte cinética) e no Salon des Réalités Nouvelles, em 1958. Participaram nesse salão artistas como Michel Seuphor, Victor Vasarely, Richard Mortensen, César Domella, Olle Baertling, Jean Dewasne e August Herbin.
Entende que as formas deveriam movimentar-se segundo ritmos precisos, de modo que, a cada momento no ecrã, correspondesse a uma composição ordenada segundo princípios de ordem geométrica, que precisa em texto próprio, o seu olhar sobre aquilo que ficou denominado por "Le Mouvement". "Os problemas técnicos suscitados e a oposição dos conceitos pessoais então manifestados levou Le Mouvement colectivo a um ponto morto; cada qual entendeu vencer ou melhor, contornar as dificuldades à sua maneira." (Nadir Afonso)
"Desde que existen ciudades e la pintura, se puede comprobar el interés de los artistas en utilizar el horizonte urbano como punto referencial de perspectiva en la representación bidimensional. Resulta harto interesante colocar los "paisajes urbanos" de Nadir Afonso al lado de los de Braque, Delaunay, Picasso, Léger o Boccioni para comprender el paso adelante que significa la pintura de este arquitecto portugués, pues, Nadir parte justamente del límite alcanzado por aquéllos." Juan M. Gómez Segade, "Nadir Afonso: De arquitecto a pintor".
Período Ogival
Inicia-se aproximadamente em 1955 e desenvolve-se até meados dos Anos 80. A presença de ogivas e/ou de arcos contra-curvos ou a presença de duplas calotes são a característica mais marcante deste período. As formas elementares da geometria estão bem definidas, concentram a meio do quadro, e irradiaram até ao limite.
No desenvolvimento deste período os trabalhos emergem de grande originalidade e os elementos geométricos aumentam em número ao mesmo tempo que se vão reduzindo em dimensão. Se inicialmente a concentração dos elementos da composição ocupavam sobretudo uma faixa central do quadro, agora as formas ora se aglomeram ao centro, ora nas laterais. À medida que avança no tempo, as formas vão-se complexificando e oferecem, a partir dos Anos 80, uma maior liberdade no traço.
Período perspéctico
Este período prolonga-se desde 1965 até meados dos Anos 80. Os elementos geométricos proliferam, ao mesmo tempo que se vão reduzindo em dimensão e aumentando em quantidade. Se inicialmente a concentração dos elementos compositivos ocupava sobretudo uma faixa central do quadro, agora as formas ora se aglomeram ao centro, ora na laterais. "Nadir Afonso traduziu o despojamento plástico de Mondrian para valores de um dinamismo de inequívoca genealogia barroca e vivência portuguesa, mediante os quais a sua arte se aproximou das propostas cinéticas da mais moderna abstracção. Nisso uniu ancestralidade e actualidade, o nacional e o universal. Por isso, ele será um dos autênticos artistas no Portugal do Século XX." (Fernando Pernes).
Período Organicista e Antropomórfico
O período organicista decorre entre 1985 e o século XXI. A partir dos meados dos Anos 80 e até ao final do século, as formas estreitam; por vezes as figuras geométricas cedem lugar à linha, ao mesmo tempo que se acentuam os contrastes, e a profusão de formas e cores. Neste período, Nadir Afonso desenvolve uma linguagem embebida de referências biomórficas, através das quais faz uso de formas curvas integradas e desintegradas que determinam a unidade formal do quadro onde prevalece a ligação íntima entre as formas, as perspectivas e o meio.
Neste período dá-se a introdução da figura humana, onde acontece a evocação explícita da figura feminina como, por exemplo em Banhistas, A Cidade Longínqua, ou um misto de figura e cidade. À superfície da tela, irrompe uma interligação e interpenetração de elementos que sugerem a urbe numa simbiose de figuras humanas, sobretudo corpos femininos: Os seres e a Cidade, L’Ange de Gabrielle, Estátuas Móveis, Electra et Oreste.
Período fractal
Situa-se no século XXI. A linha assume uma liberdade total, ora recta ora curva, em sugestão de metrópoles vivas, arrojadas. Os confrontos entre as linhas e as formas puras da geometria aparecem em todo o seu fulgor. A partir de formas complexas da geometria com referência a formas naturalistas as obras tornam-se cada vez mais exuberantes. As linhas percorrem livremente a superfície do quadro onde os negros contrastam com as cores vivas e luminosas e a evocação dos grandes centos urbanos como Kuala Lumpur.
Simultaneamente surgem composições que evocam um realismo geometrizado e encontra-se no cruzamento simultâneo dos períodos organicista e fractal. Ao realismo baseado na observação, na razão e no respeito pela ciência associamos a componente geométrica definidora da ciência da exactidão. No realismo geométrico de Nadir Afonso o espaço diegético desenvolve-se no coração dos lugares históricos, como em Doges, Gôndolas, Esfinge mas também próximo da Natureza como em Áurea Purpúrea.

## Algumas Exposições
Realizou mais de uma centena de exposições individuais entre 1949 e 2012 (Última: Istituto Veneto di Scienze Lettere e Arti, Palazzo Loredan 2012). Exposições colectivas : Bruxelas, Paris, Barcelona, Dublin, Honolulu, Fall River, Salamanca, Barcelona.
- 1939 - Primeira exposição individual e participa nas Exposições Independentes.
- 1944 - collectiva) 9ª Exposição no SNI- Secretariado Nacional de Informação
- 1956, 1957 - Galerie Denise René, Paris
- 1958 - collectiva) Salon des Réalités Nouvelles, Paris
- 1959 - Maison des Beaux-Arts, Paris
- 1961, 1969 - Bienal de Arte de São Paulo
- 1970 - (antológica) Centre Culturel Portugais, Fundação Calouste Gulbenkian, Paris
- 1970 - Exposição na Fundação Calouste Gulbenkian, Lisboa.
- 1970 - Centre de Culture TPN, Neuchâtel, Suiça
- 1972 - Galeria Alvarez, Porto
- 1974 - Selected Artists Galleries, Nova Iorque
- 1976, 1978, 1988, 1991, 1994, 1996 - Art-Service Gallerie, Paris
- 1979 - Fundação Calouste Gulbenkian , Paris
- 1985 - La Madraza, Granada, Espanha
- 1986 - Embaixada de Portugal, Brasília
- 1987 - Nadir Afonso, Galeria Bertrand, Lisboa
- 1987 - Nadir Afonso, Galeria Quadrado Azul, Porto
- 1988 - Nadir Afonso, Museu Amadeo de Souza-Cardoso, Amarante
- 1995 - Cooperativa Árvore, Porto. Catalog: Síntese Estética
- 2001 - Centro Cultural de Cascais, Portugal
- 2003 - Cultural Center of Orense, Espanha
- 2003 - Exposição Antológica na 25ª Bienal Internacional de Vila Nova de Cerveira, Portugal
- 2005 - Nadir Afonso: cidades de um flâneur ou de como um viajante o é, Universidade Lusíada, Lisboa
- 2006 - Nadir Afonso: Morfometrias, São Mamede, Porto
- 2007 - Nadir Afonso: pintura, Galeria António Prates, Lisboa
- 2007 - Nadir Afonso, Futuro, Galeria Jornal de Notícias, Porto
- 2007 - Nadir Afonso, Futuro, Galeria Jornal de Notícias, Lisboa
- 2007 - Nadir Afonso, O Futuro Renascimento Centro de Exposições de Odivelas da Câmara Municipal de Odivelas, Lisboa
- 2009 - Nadir Afonso: As Cidades no Homem. Assembleia da República, Lisboa
- 2009 - Nadir Afonso no século XXI, Museu Municipal Edifício Chiado, Galeria de Exposições Temporárias, Coimbra
- 2010 - Nadir Afonso Sem Limites, Museu Soares dos Reis, Porto
- 2010 - Nadir Afonso Sem Limites, Museu do Chiado, Lisboa
- 2010 - Nadir Afonso: Absoluto 2010, Museu da Presidência da República, Lisboa
- 2011 - Nadir Afonso: Absoluto, Fundação Eugénio de Almeida, Évora
- 2011 - Nadir Afonso: Absoluto, Museu do Abade de Baçal, Bragança
- 2012 - Nadir Afonso, Museo Carlo Bilotti, Roma
- 2012 - Nadir Afonso, Palazzo Loredan, Veneza
- 2013 - Nadir Afonso, Absoluto Museu Nogueira da Silva, Braga
- 2013 - Nadir Afonso, A arte é como o vinho, Museu do Vinho da Bairrada, Anadia
- 2014 - Nadir Afonso, Releituras e revisitações, Museu Municipal Amadeo Souza-Cardoso, Amarante
- 2014 - Nadir Afonso, Intemporal, Museu da Vila Velha, Vila Real
- 2014 - Nadir Afonso, Sinais do Modernismo no Porto - anos 40. Fundação Dr. António Cupertino de Miranda, Porto
- 2014 - Nadir Afonso, Sequenzas. Centro de Artes Nadir Afonso, Boticas.
- 2014 - Nadir Afonso : Harmonia, Sociedade Martins Sarmento. Guimarães
- 2014 - Nadir Afonso: Anos 70, Assembleia da República, Lisboa
- 2015 - Nadir Afonso: Eros, Centro de Artes Nadir Afonso, Boticas
- 2016 - Nadir Afonso, Só depois é amanhã, Casa Museu Teixeira Lopes, Vila Nova de Gaia
- 2016 - Nadir Afonso, Chaves para uma Obra/Chaves,Keys to a work of art. Museu de Arte Contemporânea Nadir Afonso, Chaves.
- 2017 - Nadir Afonso, Architecture on Canvas/Arquitectura sobre tela. Museu de Arte Contemporânea Nadir Afonso, Chaves.

### Catálogos de Exposições Individuais
| Nome | Local | Ano  | ISBN                                                                                   |
| --- | --- | ---- | -------------------------------------------------------------------------------------- |
| NADIR | Galeria Portugália, Porto. | 1949 |                                                                                        |
| NADIR AFONSO: OBJECTIVITÉ INOBJECTIVITÉ | Maison des Beaux-Arts, Paris | 1959 |                                                                                        |
| NADIR AFONSO | Galeria Divulgação, Porto. | 1959 |                                                                                        |
| NADIR AFONSO | SNI, Lisboa. | 1961 |                                                                                        |
| NADIR AFONSO | Escola Superior de Belas-Artes, Porto | 1963 |                                                                                        |
| NADIR AFONSO | Cooperativa Árvore, Porto. | 1966 |                                                                                        |
| NADIR AFONSO | SNI, Lisboa. | 1968 |                                                                                        |
| NADIR AFONSO | Fondation Calouste Gulbenkian, Centre Culturel Portugais, Paris                                                                                             | 1970 |                                                                                        |
| NADIR AFONSO | Fundação Calouste Gulbenkian, Lisboa. | 1970 |                                                                                        |
| NADIR AFONSO | TPN - Centre Culturel, Neuchâtel. | 1970 |                                                                                        |
| NADIR AFONSO | Galeria Buchholz, Lisboa. | 1972 |                                                                                        |
| NADIR AFONSO | Galeria Alvarez. Porto. | 1972 |                                                                                        |
| NADIR AFONSO : AESTHETIS SYNTHESIS | Selected Artists Galleries, Nova Iorque. | 1974 |                                                                                        |
| NADIR AFONSO | Galeria Prisma, Lisboa. | 1974 |                                                                                        |
| NADIR AFONSO | Galeria Dois, Porto. | 1975 |                                                                                        |
| NADIR AFONSO | Galeria Quadrum, Lisboa. | 1975 |                                                                                        |
| NADIR AFONSO | Museu da Região flaviense. Chaves. | 1979 |                                                                                        |
| NADIR AFONSO | Galerie Art-Service, Paris. | 1979 |                                                                                        |
| NADIR AFONSO | Galeria São Mamede, Lisboa. | 1979 |                                                                                        |
| NADIR AFONSO | Fondation Calouste Gulbenkian, Centre Culturel Portugais, Paris.                                                                                            | 1979 |                                                                                        |
| NADIR AFONSO | Galeria Jornal de Notícias, Porto. | 1979 |                                                                                        |
| NADIR AFONSO, ESPACILLIMITÉ | Galeria Dois, Porto. | 1979 |                                                                                        |
| NADIR AFONSO | Galeria Quadrum. Lisboa. | 1980 |                                                                                        |
| NADIR AFONSO | Museu Francisco Tavares Proença Júnior, Castelo Branco. | 1981 |                                                                                        |
| NADIR AFONSO | Galeria São Mamede, Lisboa. | 1981 |                                                                                        |
| NADIR AFONSO, HOMENAGEM | Museu da região Flaviense, Chaves. | 1981 |                                                                                        |
| NADIR AFONSO | 30 guaches, Cooperativa Árvore, Porto. | 1983 |                                                                                        |
| NADIR AFONSO: PERIODO EGIPCIO | Galeria São Mamede, Lisboa. | 1984 |                                                                                        |
| NADIR AFONSO | Galeria Gilde, Guimarães. | 1984 |                                                                                        |
| NADIR AFONSO | Universidade de Granada, Granada. | 1985 |                                                                                        |
| NADIR AFONSO | Galeria Bertrand do Chiado, Lisboa. | 1985 |                                                                                        |
| NADIR AFONSO | Cooperativa Árvore, Porto. | 1985 |                                                                                        |
| NADIR AFONSO | Galeria Bertrand do Chiado, Lisboa. | 1987 |                                                                                        |
| NADIR AFONSO: MARCOS DE UM PERCURSO | Galeria Quadrado Azul, Porto. | 1987 |                                                                                        |
| NADIR AFONSO | Museu Amadeo de Sousa Cardoso, Amarante. | 1988 |                                                                                        |
| NADIR AFONSO | Galeria Quadrado Azul, Porto. | 1989 |                                                                                        |
| NADIR AFONSO | Galeria Y Grego, Lisboa. | 1990 |                                                                                        |
| NADIR AFONSO | Galeria Quadrado Azul, Porto. | 1991 |                                                                                        |
| NADIR AFONSO | Galeria Y Grego, Lisboa. | 1992 |                                                                                        |
| NADIR AFONSO | Galeria Quadrado Azul, Porto. | 1992 |                                                                                        |
| NADIR AFONSO | Museu da região Flaviense, Chaves. | 1993 |                                                                                        |
| NADIR AFONSO | Galeria António Prates, Lisboa. | 1987 |                                                                                        |
| NADIR AFONSO | Centro Cultural de Cascais, Cascais. | 2001 |                                                                                        |
| NADIR AFONSO | Galeria São Mamede, Lisboa. | 2002 |                                                                                        |
| NADIR AFONSO: ANTOLOXICA | Centro Cultural de Orense, Orense. | 2003 | ISBN 84-96011-43-7                                                                     |
| NADIR AFONSO | Lugar do Desenho – Fundação Júlio Resende, Valbom. | 2003 | ISBN 972-98792-1-4                                                                     |
| NADIR AFONSO: CIDADES DE UM FLANUÊR | Universidade Lusíada, Lisboa. | 2005 |                                                                                        |
| NADIR AFONSO: MORFOMETRIAS | Galeria São Mamede, Lisboa. | 2006 |                                                                                        |
| NADIR AFONSO: CIDADES | Biblioteca Municipal, Chaves. | 2010 | ISBN 972-95427-8-3                                                                     |
| NADIR AFONSO | Galeria António Prates, Lisboa. | 2007 |                                                                                        |
| NADIR AFONSO | Galeria Casino Estoril, Estoril. | 2007 |                                                                                        |
| NADIR AFONSO: FUTURO | , Galeria Diário de Notícias, Lisboa. | 2007 | ISBN 978-972-9335-97-6                                                                 |
| NADIR AFONSO: FUTURO | Galeria Jornal de Notícias, Porto. | 2007 | ISBN 978-972-9391-54-5                                                                 |
| NADIR AFONSO: FUTURO | Teatro Municipal da Guarda, Guarda. | 2008 |                                                                                        |
| NADIR AFONSO: O FUTURO RENASCIMENTO | Centro de Exposições de Odivelas. | 2008 | ISBN 978-972-576-501-2                                                                 |
| NADIR AFONSO: AS CIDADES NO HOMEM | Assembleia da República, Lisboa. | 2009 | ISBN 978-989-8248-00-8                                                                 |
| NADIR AFONSO: SECULO XXI | Museu Municipal de Coimbra, Coimbra. | 2009 |                                                                                        |
| NADIR AFONSO: RENASCIMENTO | Galeria São Mamede, Lisboa. | 2009 |                                                                                        |
| NADIR AFONSO | Museu Francisco Tavares Proença Júnior, Castelo Branco. | 2010 |                                                                                        |
| NADIR AFONSO: SEM LIMITES / WITHOUT LIMITS | Museu Soares dos Reis, Porto. | 2010 | ISBN 978-972-776-408-2                                                                 |
| NADIR AFONSO: SEM LIMITES / WITHOUT LIMITS | Museu do Chiado, Lisboa. | 2010 | ISBN 978-972-776-408-2                                                                 |
| NADIR AFONSO | Biblioteca Municipal, Chaves. | 2010 |                                                                                        |
| NADIR AFONSO: ABSOLUTO | Museu da Presidência, Lisboa. | 2010 | ISBN 978-972-8971-55-7                                                                 |
| NADIR AFONSO: MUSAS | Paços do Concelho, Boticas. | 2010 | ISBN 978-989-8248-03-9                                                                 |
| NADIR AFONSO: UTOPIAS URBANAS | Centro Cultural de Cascais. | 2010 | ISBN 978-972-8986-40-7                                                                 |
| NADIR AFONSO: Retrospectivo | Centro Cultural Ílhavo. | 2011 | ISBN 978-972-8863-23-4                                                                 |
| NADIR AFONSO: ABSOLUTO | Fundação Eugénio de Almeida, Évora. | 2011 |                                                                                        |
| NADIR AFONSO: ABSOLUTO | Museu do Abade de Baçal, Bragança. | 2011 |                                                                                        |
| NADIR AFONSO: PERCORSI PER UNA NUOVA ESTÉTICA                                                                                                  | Museo Carlo Bilotti-Villa Borghese, Roma. | 2012 | ISBN 978-88-6403-134-7                                                                 |
| NADIR AFONSO: DALL’A ESTÉTICA SURREALISTA ALLA CITTÀ CROMATICA                                                                                 | Istituto Veneto di Scienze Lettere ed Arti, Venezia. | 2012 | ISBN 978-88-6403-134-7                                                                 |
| NADIR AFONSO: HARMONIA ETERNA | Fundação Nadir Afonso. | 2013 | ISBN 978-989-8248-05-3                                                                 |
| NADIR AFONSO: RELEITURAS E REVISITAÇÕES NADIR AFONSO: INTEMPORAL NADIR AFONSO: SINAIS DO MODERNISMO NO PORTO - ANOS 40 NADIR AFONSO: SEQUENZAS | Museu Municipal Amadeo Souza-Cardoso. Museu da Vila Velha, Vila Real Fundação Dr. António Cupertino de Miranda, Porto Centro de Artes Nadir Afonso, Boticas | 2014 | ISBN 978-989-8141-47-7ISBN 978-989-8653-17-8 ISBN 972-96694-5-7 ISBN 978-989-658-261-6 |

## Publicações - bibliografia activa
- 1958 - La Sensibilité Plastique. Paris: Presses du Temps Present
- 1970 - Les Mecanismes de la Création Artistique. Neuchatel: Editions du Griffon
- 1974 - Aesthetic Synthesis. Ed. Alvarez-Colab Selected Artists Galleries de Nova Iorque
- 1983 - Le Sens de l´Art. Lisboa: Imprensa Nacional
- 1986 - Monografia Nadir Afonso. Venda Nova: Bertrand
- 1990 - Da Vida à Obra de Nadir Afonso. Venda Nova: Bertrand
- 1994 - Monografia Nadir Afonso. Porto: Bial
- 1998 - Monografia Nadir Afonso. Lisboa: Livros Horizonte. ISBN 972-24-1041-5
- 1999 - O Sentido da Arte. Lisboa: Livros Horizonte. ISBN 972-24-1054-7
- 2000 - Universo e o Pensamento. Lisboa: Livros Horizonte. ISBN 972-24-1094-6
- 2002 - Nadir Afonso: Sobre a vida e sobre a obra de Van Gogh. Lisboa: Chaves Ferreira Publicações. ISBN 972-9402-81-7
- 2003 - O Fascínio das cidades. Cascais: Câmara Municipal de Cascais. ISBN 972-9815-36-6 Erro de parâmetro em {{ISBN}}: soma de verificação
- 2003 - Da intuição artística ao raciocínio estético. Lisboa: Chaves Ferreira Publicações. ISBN 972-9402-92-2
- 2005 - As Artes: Erradas Crenças e Falsas Críticas. Lisboa: Chaves Ferreira Publicações. ISBN 972-9402-99-x Erro de parâmetro em {{ISBN}}: caractere inválido
- 2008 - Nadir Face a Face com Einstein. Lisboa: Chaves Ferreira Publicações (ed. bilingue: português e inglês).ISBN 978-972-8987-11-4
- 2010 - Manifesto: O Tempo não Existe. Lisboa: Dinalivro (ed. bilingue: português e inglês). ISBN 978-972-576-567-8
- 2010 - O Universo e Pensamento. Porto: Edições Afrontamento. ISBN 978-972-36-1085-7
- 2011 - O Trabalho Artístico. Reflexões. Lisboa Athena Editora.ISBN 978-989-31-0027-1
- 2014 - A Invenção do Tempo. Lisboa. Universidade Lusíada Editora. ISBN 978-989-640-165-5

## Monografias, Bibliografia Passiva e outras publicações
- 1968 - Fernando Guedes. Nadir Afonso, Editorial Verbo, Lisboa.
- 1986 - Nadir Afonso (Pt/En/Fr), Colecção Arte Contemporânea, Livraria Bertrand, Lisboa. ISBN 978-972-25-0062-3
- 1990 - Da Vida à Obra de Nadir Afonso, Livraria Bertrand, Lisboa. ISBN 978-972-25-0541-3
- 1994 - Nadir Afonso, Bial, Porto.
- 1998 - Nadir Afonso, Livros Horizonte, Lisboa. ISBN 978-972-24-1041-0
- 1999 - Obra Gravada, Edições Coelho Dias. ISBN 978-972-97444-1-9
- 2000 - O Porto de Nadir, Edições Coelho Dias, Porto. ISBN 978-972-97444-4-0
- 2008 - Sara Silva (coord.). Nadir Afonso: O Futuro Renascimento, Dinalivro, Lisboa. ISBN 978-972-576-501-2
- 2008 - Agostinho Santos, Nadir Afonso: Itinerário (Com)Sentido, Edições Afrontamento, Porto. ISBN 978-972-36-1009-3
- 2010 - Adelaide Ginga (coord.). Nadir Afonso Sem Limites/Without Limits, Lisboa. ISBN 978-972-776-408-2
- 2010 - Mário Chaves. Nadir Afonso: arquitecto e pintor, no Mundo. Universidade Lusíada Editora, Lisboa. ISBN 978-989-640-068 2
- 2012 - Nadir Afonso: Conversa com Agostinho Santos, Âncora Editora, Lisboa. ISBN 978-972-780-345-3
- 2012 - António Quadros Ferreira, Nadir Afonso: Arte, Estética e Teoria, Edições Afrontamento, Porto. ISBN 978-972-36-1009-3
- 2012 - Stephano Cecchetto (coord.). Nadir Afonso: Percorsi per una nuova estetica, Carlo Cambi Editore, Roma. ISBN 978-88-6403-134-7
- 2012 - Agostinho Santos ; Nadir Afonso (ilust.). Era uma vez um menino chamado Nadir, Âncora Editora, Lisboa. ISBN 978-972-780-377-4
- 2013 - Nadir Afonso: Absoluto, Fundação Nadir Afonso. ISBN 978-989-8248-04-6
- 2013 - Nadir Afonso: Harmonia Eterna, Fundação Nadir Afonso. ISBN 978-989-8248-05-3
- 2013 - João Cepeda, Nadir Afonso: arquitecto, Edição Caleidoscópio, Lisboa . ISBN 978-989-658-199-2
- 2014 - Maria de Fátima Lambert, Laura Afonso. Nadir Afonso: Sequenzas, Edição Caleidoscópio, Lisboa. ISBN 978-989-658-261-6
- 2014 - António Quadros Ferreira, Nadir 16. 11.00. Edições Afrontamento. Porto. ISBN 978-972-36-1382-7
- 2014 - Nadir Afonso, Sinais do Modernismo no Porto - anos 40. Fundação Dr. António Cupertino de Miranda, Porto.
- 2015 - Nadir Afonso: Eros, (coord Bernardo Pinto de Almeida e Laura Afonso) Fundação Nadir Afonso.
- 2016 - Nadir Afonso, Sequenzas. Museu Nacional Machado de Castro Coimbra.
- 2016 - Nadir Afonso, Só depois é amanhã, Edição Artistas de Gaia, Cooperativa Cultural, Vila Nova de Gaia
- 2016 - Nadir Afonso, Chaves para uma Obra/Chaves,Keys to a work of art. Bernardo Pinto de Almeida (coord), Edição da Camara Municipal de Chaves e da Fundação Nadir Afonso.
- 2017 - Nadir Afonso, A Arte e a matemática. Câmara Municipal de Gondomar.
- 2017 - Nadir Afonso, Architecture on Canvas/Arquitectura sobre tela. António Choupina (coord) Museu de Arte Contemporânea Nadir Afonso, Chaves
- 2019 - Nadir, Subjectum. António Quadros Ferreira (coord), Museu de Arte Contemporânea Nadir Afonso.

## Teses acadêmicas
- 2004 - Gomes, Carlos Alberto Eirão, Nadir Afonso e o abstraccionismo geométrico. Universidade de Lisboa.
- 2010 - Afonso, Laura. A Critica na obra de Nadir Afonso, o caso das obras de título citadino. Universidade Aberta.https://repositorioaberto.uab.pt/bitstream/10400.2/1724/3/TESE_%20A%20CRÍTICA%20NA%20OBRA%20de%20Nadir%20Afonso%20.pdf
- PANIFICADORA DE VILA REAL
- 2014 - Martins, Lara Filipa Borges de Carvalho Cardoso. O lugar do moderno na cidade contemporânea: projeto de reconversão da panificadora de Vila Real Lda. Universidade Lusíada. http://repositorio.ulusiada.pt/handle/11067/3432
- 2016 - Meireles, Joana Salgueiro. Reúso do património do movimento moderno: a panificadora de Vila Real. Universidade do Minho. https://repositorium.sdum.uminho.pt/handle/1822/41565
- 2017 - Morgado, Ana Luisa Alves. Reabilitação da panificadora de Vila Real, Universidade de Lisboa. https://www.repository.utl.pt/handle/10400.5/13911
- 2017 Ventura, João José Pinto. Panificadora de Vila Real: proposta de intervenção e reabilitação como prática legitimadora da construção social da noção de património. Universidade do Porto. https://repositorio-aberto.up.pt/handle/10216/119910

## Filmes e documentários
- 1993 - Nadir - Realização de Jorge Campos
- 2012 - Nadir Afonso - O tempo não existe - Realização de Jorge Campos
- 2019 - Entrevista a Laura Afonso sobre a Panificadora de Vila Real de autoria de Nadir Afonso RTP 2 - página 2. https://www.rtp.pt/play/p5343/e406368/pagina-2
- 2019 - Atelier de Arquitetura - Museu Nadir Afonso, produzido para a RTP 2 https://www.rtp.pt/play/p5644/e439300/atelier-arquitetura